# Corrupção no Chade
Corrupção no Chade é caracterizada por nepotismo e clientelismo. O Chade recebeu uma pontuação de 21 no Índice de Percepção da Corrupção de 2024 da Transparência Internacional, em uma escala de 0 ("altamente corrupto") a 100 ("muito limpo"). Quando classificado por pontuação, o Chade ficou em 158º lugar entre os 180 países do índice, onde o país classificado em primeiro lugar é considerado o que possui o setor público mais honesto. Para comparação com as pontuações regionais, a pontuação média entre os países da África Subsaariana  foi 33. A maior pontuação na África Subsaariana foi 72 e a menor foi 8. Para comparação com as pontuações globais, a melhor pontuação foi 90 (classificada em 1º lugar), a média foi 43 e a pior foi 8 (classificada em 180º lugar).

## História da corrupção no Chade

### Durante o governo de Tombalbaye
François Tombalbaye foi o primeiro presidente do Chade. Seu regime foi descrito como marcado pelo autoritarismo, corrupção extrema e favoritismo. A corrupção, na forma de abuso na arrecadação de impostos, foi uma das principais causas do Levantamento de Mubi, uma série de revoltas que iniciaram a Guerra Civil do Chade (1965–1979).

### Durante a era Déby
Idriss Déby, presidente de 1990 até sua morte em 2021, foi acusado de clientelismo e tribalismo. Líderes da oposição chadiana e a Human Rights Watch acusaram Déby de fraude eleitoral em várias eleições, nas quais ele e seu partido venceram com ampla vantagem. Em 2005, o Chade foi classificado como o país mais corrupto do mundo (empatado com Bangladesh).

## Corrupção nas instituições governamentais

### No sistema judiciário
De acordo com o Country Reports on Human Rights Practices do Departamento de Estado dos Estados Unidos, o sistema judiciário do Chade é fortemente influenciado pelo governo, permitindo que funcionários públicos usufruam de impunidade. Juízes que tentam manter a independência judicial enfrentam assédio e, em alguns casos, demissão. Empresas relataram que frequentemente pagam suborno para influenciar decisões judiciais. A população civil tem baixa confiança no sistema judiciário do país e procura evitá-lo.

### Nas forças de segurança
De acordo com o Country Reports on Human Rights Practices do Departamento de Estado dos Estados Unidos, a corrupção está amplamente presente tanto no exército quanto na polícia do Chade. As forças de segurança frequentemente praticam corrupção de baixo nível, violência e extorsão, que geralmente ficam impunes. Foram relatados vários casos em que a Polícia Judiciária deixou de cumprir ordens judiciais contra militares e membros de seu próprio grupo étnico. Também há registros de policiais cometendo crimes nas ruas e realizando prisões ilegais, geralmente de turistas estrangeiros.
Em 2013, foi realizada uma operação de repressão à corrupção na polícia. A ação revelou práticas ilegais de promoção e recrutamento, falta de treinamento adequado, favoritismo e outras atividades corruptas. Dois ministros foram demitidos após a operação.

### Nos serviços públicos
A corrupção nos serviços públicos do Chade é caracterizada por nepotismo e suborno. O suborno é comum nesses serviços devido aos baixos salários dos funcionários públicos. Obras públicas conduzidas pelo governo foram criticadas por organizações internacionais por falta de transparência e altos níveis de corrupção.

### No setor petrolífero
O Chade tornou-se um produtor de petróleo em 2003. Para evitar a maldição dos recursos e a corrupção, foram elaborados planos detalhados patrocinados pelo Banco Mundial. Esse plano garantia transparência nos pagamentos, além de destinar 80% da receita das exportações de petróleo para cinco setores prioritários de desenvolvimento, sendo os dois mais importantes: educação e saúde. No entanto, o dinheiro começou a ser desviado para o setor militar antes mesmo do início da guerra civil. Em 2006, com a escalada do conflito, o Chade abandonou os planos econômicos anteriores patrocinados pelo Banco Mundial e adicionou a "segurança nacional" como um setor prioritário de desenvolvimento. Os recursos desse setor foram usados para fortalecer as forças armadas. Durante a guerra civil, mais de 600 milhões de dólares foram gastos na compra de caças, helicópteros de ataque e veículo blindado de transporte de pessoal.
Em 2005, uma investigação revelou desperdícios de dinheiro, como a compra de computadores e impressoras por preços inflacionados e diversos projetos de construção pagos, mas nunca concluídos. De acordo com a Extractive Industries Transparency Initiative, a falta de transparência nos projetos de infraestrutura financiados com recursos do setor petrolífero e a ausência de um sistema de registro para monitorar o fluxo de dinheiro representam um risco significativo de corrupção.

## Esforços anticorrupção
O Chade possui um ministério dedicado ao combate à corrupção, chamado Ministério da Moralidade e Boa Governança. Em 2009, o ministério elaborou um plano estratégico para combater a corrupção, no mesmo ano em que foi iniciada uma investigação contra dez funcionários do governo, incluindo o então prefeito de N'Djamena e vários ministros do gabinete. As acusações contra eles foram arquivadas em 2010 por falta de provas.
Em 2012, o governo chadiano lançou a Operação Cobra, com o objetivo de aumentar a transparência e demitir funcionários corruptos. Como resultado, 400 funcionários foram demitidos e, segundo o Ministério da Moralidade e Boa Governança, foram recuperados 25 bilhões de francos CFA (cerca de 38 milhões de euros).
O Índice de Transformação Bertelsmann e o Departamento de Estado dos Estados Unidos descreveram os esforços anticorrupção do governo como politicamente motivados e utilizados como forma de eliminar a oposição política.

### Protestos
A partir de 2014, protestos contra a corrupção e o autoritarismo do presidente Déby foram realizados em N'Djamena. Até 2020, os protestos não haviam obtido sucesso.